# Робертсон, Ирвин
Ирвин Гэйл Робертсон (англ. Irvine Geale Robertson; 10 июля 1882, Торонто — 26 февраля 1956, Оттава) — канадский гребец, бронзовый призёр летних Олимпийских игр 1908 года.
На Играх 1908 года в Лондоне Робертсон входил в экипаж восьмёрок. Эта команда выиграла четвертьфинал, но проиграла полуфинал будущим чемпионам из Великобритании и разделила в итоге третье место, получив бронзовые награды.